# Edward L. Alperson
Edward L. Alpherson, född 13 november 1895 i Omaha, Nebraska, död 3 juli 1969 i Beverly Hills, Kalifornien, var en amerikansk filmproducent och filmbolagsdirektör.

## Filmografi (i urval)
- 1963 - Irma la Douce
- 1957 - Svarte hingsten
- 1956 - Det stora indianöverfallet
- 1951 - Monte Christos skatt
- 1950 - Dakota Lil